# Fletcher Building
Fletcher Building est une entreprise néo-zélandaise du secteur de la construction faisant partie de l'indice NZSX50, indice principal de la bourse de Nouvelle-Zélande, le New Zealand Exchange. Issue en 2001 de la scission de Fletcher Challenge, elle bénéficie de la première capitalisation boursière du pays.